# Alstonia vietnamensis
Alstonia vietnamensis är en oleanderväxtart som beskrevs av D.J.Middleton. Alstonia vietnamensis ingår i släktet Alstonia och familjen oleanderväxter. Inga underarter finns listade i Catalogue of Life.